# Dan Eugen Demco
Dan Eugen Demco (n. 26 decembrie 1942, Alba Iulia, Alba, România) este un fizician român, membru titular al Academiei Române.
În 2011 el a devenit membru corespondent al Academiei Române iar în 2024 a fost ales membru titular.